# 1977 en droit
Cet article présente les faits marquants de l'année 1977 en droit.

## Événements

### Août
- 26 août : adoption par l'Assemblée nationale du Québec de la « loi 101 »[1] : confirmation du français comme langue officielle du Québec dans la Charte de la langue française, à l'initiative du Dr Camille Laurin.